# Jean-Baptiste Brostaret
Jean-Baptiste Brostaret est un homme politique français né le 17 janvier 1755 à Casteljaloux (Gascogne) et mort le 9 juin 1829 au même lieu.
Avocat, il est député du tiers état aux États généraux de 1789 pour la sénéchaussée de Nérac. Il siège à gauche et prend la parole sur les questions judiciaires. Il est ensuite juge au tribunal de district de Casteljaloux puis accusateur public au tribunal criminel du département. Emprisonné sous la Terreur, il est libéré en l'an III. Il est élu député de Lot-et-Garonne au Conseil des Anciens en l'an IV, devenant un temps secrétaire du Conseil.

## Sources
- « Jean-Baptiste Brostaret », dans Adolphe Robert et Gaston Cougny, Dictionnaire des parlementaires français, Edgar Bourloton, 1889-1891 [détail de l’édition]